# Parasolvlucht
Een parasolvlucht is een door een alarmcentrale georganiseerde vlucht terug naar Nederland voor mensen die ziek zijn geworden tijdens de zomervakantie of die acuut terug naar huis moeten. Dit betreft vaak mensen die te lang in de zon hebben gelegen of andere verschijnselen vertonen die hiermee te maken hebben.
De vluchten concentreren zich op de populairste zomervakantieplekken van Nederlanders, vooral in Spanje, Griekenland en Turkije. 